# Liste der Bodendenkmale in Warpe
In der Liste der Bodendenkmale in Warpe sind die Bodendenkmale der niedersächsischen Gemeinde Warpe aufgeführt. Die Quelle ist der Denkmalatlas Niedersachsen. 

Warpe im Landkreis Nienburg

Der Stand der Liste ist der 12. Januar 2025.

## Allgemein
In den Spalten finden sich folgende Informationen des Bodendenkmales:
Lagegeographische Koordinaten
BezeichnungBezeichnung lt. Denkmalatlas
BeschreibungBeschreibung lt. Denkmalatlas
IDObjekt-ID
BildBild, ggf. zusätzlich mit Link zu weiteren Fotos im Medienarchiv Wikimedia Commons.

## Warpe
| Lage                       | Bezeichnung        | Beschreibung | ID       | Bild |
| -------------------------- | ------------------ | --- | -------- | ---- |
| 52° 44′ 26″ N, 9° 7′ 14″ O | Warpe 4, Grabhügel | Durchmesser ca. 18 m und Höhe ca. 1,1 m, mit abgeflachter Kuppe, durch Tierbauten gestört, stark zertreten, Oberfläche zernarbt. | 36299617 | BW   |
| 52° 44′ 31″ N, 9° 6′ 55″ O | Warpe 5, Grabhügel | Durchmesser ca. 18 m und Höhe ca. 0,9 m, nordwestliche Hälfte im Acker obertägig abgetragen.                                     | 36299566 | BW   |
| 52° 44′ 40″ N, 9° 6′ 48″ O | Warpe 6, Grabhügel | Durchmesser ca. 16 m und Höhe ca. 0,7 m, bereits 1893 als Erddenkmal beschrieben. Kuppe abgeflacht, Oberfläche unregelmäßig.     | 36299423 | BW   |

### Warpe 15
- ID:39135340
- Grabhügelfeld

| Lage                       | Bezeichnung | Beschreibung | ID       | Bild |
| -------------------------- | ----------- | --- | -------- | ---- |
| 52° 44′ 22″ N, 9° 7′ 51″ O | Warpe 15    | Durchmesser ca. 16 m und Höhe ca. 0,8 m, stark zerwühlt, Kuppe verflacht; am Südost-Rand durch alte Erdentnahme abgerutscht. | 36299739 | BW   |
| 52° 44′ 23″ N, 9° 7′ 50″ O | Warpe 16    | Durchmesser ca. 12 m und Höhe ca. 0,6 m, mit gestörter Oberfläche, Kuppe verflacht, mehrere alte zugewachsene Eingrabungen.  | 39135340 | BW   |
| 52° 44′ 24″ N, 9° 7′ 50″ O | Warpe 17    | Durchmesser ca. 12 m und Höhe ca. 0,6 m, im nördlichen Drittel bereits abgefahren, in der Mitte alte Eingrabungen.           | 36299787 | BW   |
| 52° 44′ 23″ N, 9° 7′ 48″ O | Warpe 21    | Durchmesser ca. 6 m und Höhe ca. 0,3 m, annähernd rund.                                                                      | 39226034 | BW   |
| 52° 44′ 23″ N, 9° 7′ 48″ O | Warpe 22    | Durchmesser ca. 6 m und Höhe ca. 0,3 m, annähernd rund.                                                                      | 39226025 | BW   |
| 52° 44′ 22″ N, 9° 7′ 51″ O | Warpe 23    | Durchmesser ca. 6 m und Höhe ca. 0,3 m, annähernd rund.                                                                      | 39226042 | BW   |
| 52° 44′ 22″ N, 9° 7′ 49″ O | Warpe 24    | Rest, im westlicher Randbereich bis zu 0,5 m Höhe erhalten.                                                                  | 39226050 | BW   |